# Namoo Actors
Namoo Actors Co. Ltd. (tiếng Hàn: 나무엑터스; Romaja: Namu Egteoseu), thành lập vào năm 2004, là một công ty quản lý nghệ sĩ với trụ sở chính đặt tại Seoul, Hàn Quốc.

## Lịch sử
Vào năm 2004, Namoo Actors được thành lập dưới tên gọi "Namoo Actors Co. Ltd.". Công ty đã ký hợp đồng với một số diễn viên như Song Ji-hyo, Kim Kang-woo, Kim Tae-hee và Kim Hye-na vào năm 2005. Namoo kỷ niệm 10 năm thành lập tại CGV Cine City, tọa lạc ở Seoul vào ngày 10 tháng 1 năm 2014. Ngày 21 tháng 2, Namoo Actors (Kim Joong-do cùng các diễn viên), các thành viên trong gia đình cùng với người hâm mộ đã tổ chức một buổi tưởng niệm cho nữ diễn viên Lee Eun-ju, người đã mất ngày 22 tháng 2 năm 2005 tại Seoul.

## Công ty liên kết
Vào năm 2006, Kim Joong-do cùng các diễn viên tham dự liên hoa phim Busan International Film Festival và đã thảo luận cho việc ký kết hợp đồng hợp tác với China's Chengtian vào năm 2007.

## Diễn viên hiện tại

### Nam
- Baek Seo-bin
- Kang Ki-young (2020-nay)
- Kim Hye-seong
- Lee Joon-gi (2014-nay)
- Lee Sin-seong
- Lee Yu-jin (Thí sinh của Produce 101 Mùa 2)
- Yoon Je-moon (2012-nay)
- Yoo Jun-sang
- Oh Seung-hoon
- Song Kang
- Yoo Jin-woo (Thí sinh của Produce X 101)

- Koo Kyo-hwan

### Nữ
- Cha Mi-young
- Chun Woo-hee (2011-nay)
- Do Ji-won
- Hong Eun-hee
- Jang Ah-young
- Jeon Hye-bin (2009-nay)
- Jeon Woo-hee
- Kim Jae-kyung (2016-nay)
- Kim Ji-soo
- Kim Hyang-gi
- Kim Hyo-jin (2006-nay)
- Kim So-yeon (2006-nay)
- Kim Soo-jung (2015-nay)
- Lee Hee-won
- Lee Yoon-ji (2009-nay)
- Moon Geun-young
- Park Eun-bin (2015-nay)
- Park Ji-hyun
- Roh Jeong-eui
- Yoo Seol-ah
- Park Min-young (2017-nay)
- Seohyun (2019-nay)

• Lee Na Eun
• Kim Ji Eun (2024-nay)

## Diễn viên trước đây
- Baek Do-bin (2010-2015)
- Baek Yoon-sik (2010-2018)
- Han Hye-jin (2008-2017)
- Jo Dong-hyuk (2004-2014)
- Kim Ah-joong (2011-2015)
- Kim Joo-hyuk (2004-2017; làm việc với Kim Joong-do từ năm 1997)
- Kim Kang-woo (2005-2014)
- Kim Tae-hee (2005-2010)
- Lee Eun-ju (2005)
- Lee Kyu-han (-2014)
- Park Gun-hyung (2004-2017)
- Nam Gyu-ri (2013-2014)
- Yoo Ji-tae (2013-2018)
- Park Sang-wook (2004-2016)
- Song Ji-hyo (2005-2011)
- Yoo Sun (2012-2016)
- Shin Se-kyung (2004-2021)
- Ji Sung (2010-2021)
- Moon Chae-won (2016-2021)